# ماساهيرو تشونو
ماساهيرو تشونو (باليابانية: 蝶野正洋,) هو مصارع محترف وممثل أمريكي المولد ياباني الجنسية، ولد في يوم 17 سبتمبر 1963 في مدينة سياتل. نافس لمدة 26 سنة في نيو جابان برو ريسلينغ ونيو ورلد أوردر وبلاك نيو جابان.